# Mrjesnjakovke
Mrjesnjakovke (mrestnjače, mrijesnjače; lat. Potamogetonaceae), biljna porodica u redu žabočunolike kojoj pripada 6 rodova vodeni trajnica, a ime je dobila po rodu mrijesnjak (Potamogeton). Ime potamogeton dolazi iz starogrčkih riječi potamos (=rijeka) i geiton (=susjed), a odnosi se na njezino stanište u blizini vode.
Listovi mrijesnjaka nalaze se pod vodom ili plutaju po površini, cvjetovi su neugledni, a cvjetaju sredinom ljeta. Biljka se razmnožava vegetativno ili sjemenom. U Hrvatskoj raste više vrsta mrijesnjaka, među kojima i gustolisni mrijesnjak koji pripada rodu Groenlandia (Groenlandia densa).
Drugi poznati rod koji joj pripada je žabokrečina (Zannichellia).

## Rodovi
1. Althenia F.Petit  (10 spp.)
2. Zannichellia P.Micheli ex L. (5 spp.)
3. Groenlandia J.Gay (1 sp.)
4. Stuckenia Börner (9 spp.)
5. Potamogeton L. (87 spp.)